# Acrotomodes nigripuncta
Acrotomodes nigripuncta är en fjärilsart som beskrevs av W. Warren 1897. Acrotomodes nigripuncta ingår i släktet Acrotomodes och familjen mätare. Inga underarter finns listade i Catalogue of Life.